# 文部科学省総括審議官
文部科学省大臣官房総括審議官（もんぶかがくしょうだいじんかんぼうそうかつしんぎかん）は文部科学省の官職のひとつである。文部科学省大臣官房に置かれいる局長級の職である。

## 概要
文部科学省内の政策の調整役として位置付けられている。

## 所掌
文部科学省組織令（2021年9月24日）
```
第12条 大臣官房に、総括審議官1人、サイバーセキュリティ・政策立案総括審議官1人、公文書監理官1人（関係のある他の職を占める者をもって充てられるものとする。）、学習基盤審議官1人及び審議官8人を置く。
2 総括審議官は、命を受けて、文部科学省の所掌事務に関する重要事項についての企画及び立案並びに調整に関する事務を総括整理する。
```

## 歴代総括審議官

### 現職
| 氏名     | 出身官庁   | 前職                   | 就任年月日    |
| -------- | ---------- | ---------------------- | ------------- |
| 柿田恭良 | 科学技術庁 | 科学技術振興機構副理事 | 2021年9月21日 |

### 過去
| 氏名     | 出身官庁   | 前職                                         | 在任期間                       | 後職 |
| -------- | ---------- | -------------------------------------------- | ------------------------------ | --- |
| 徳久治彦 | 文部省     | 日本学生支援機構理事長代理                   | 2014年4月1日 - 2015年8月4日    | 退官 |
| 伊藤洋一 | 科学技術庁 | 大臣官房政策評価審議官                       | 2015年8月4日 - 2016年1月1日    | 科学技術・学術政策局長 |
| 佐野太   | 科学技術庁 | 大臣官房審議官（高等教育局担当）             | 2016年1月1日 - 2016年6月21日   | 大臣官房長 |
| 関靖直   | 文部省     | 大臣官房サイバーセキュリティ・政策評価審議官 | 2016年6月21日 - 2016年12月6日  | 研究振興局長 |
| 義本博司 | 文部省     | 大臣官房審議官（高等教育局担当）             | 2016年12月6日 - 2017年7月11日  | 高等教育局長 |
| 中川健朗 | 科学技術庁 | サイバーセキュリティ・政策評価審議官         | 2017年7月11日 - 2018年7月27日  | 内閣官房内閣審議官（内閣官房副長官補付） 内閣官房イノベーション推進室審議官 内閣府大臣官房審議官（科学技術・イノベーション担当） |
| 生川浩史 | 科学技術庁 | 内閣府大臣官房審議官                         | 2018年7月27日 - 2018年10月16日 | 大臣官房長 |
| 滝本寛   | 文部省     | 大臣官房審議官（高等教育局担当）             | 2018年10月16日 - 2019年7月9日  | スポーツ庁次長 |
| 串田俊巳 | 科学技術庁 | 内閣官房教育再生実行会議担当室長             | 2019年7月9日 - 2021年9月21日   | スポーツ庁次長 |